# Mizar (Sabotaggio in mare)
Mizar (Sabotaggio in mare) è un film di guerra del 1954 diretto da Francesco De Robertis.
Il film è liberamente ispirato alle vicende di Luigi Ferraro, un ufficiale e pioniere della subacquea, che prestò servizio come incursore nella Regia Marina durante la seconda guerra mondiale e fu decorato con la Medaglia d'Oro al Valor Militare.

## Trama
La Regia Marina italiana affida incarichi pericolosi ad un comandante e sommozzatore, che è coadiuvato da una sommozzatrice di nome Mizar. Recupera da una nave nemica un cifrario segreto, poi va in missione segreta in Turchia ed affonda le navi che trasportano armi. L'esercito inglese si mette a caccia della coppia.

## Produzione
La produzione è realizzata per la seconda (e ultima) volta da Film Costellazione. Le versioni estere escono con i titoli: “Mizar (Sabotage en mer)” e “Mizar (Frogwoman)”.
Nel cast il regista inserisce attori famosi, tra cui Silvana Jachino, Antonio Centa, e Franco Silva. Da notare la presenza di Lia Di Leo, miss pugliese ed attrice originaria di Taranto. Impiega per la seconda volta Charles Fawcett e Paolo Stoppa, due tra i pochi attori che il regista riconferma in un'altra pellicola.
De Robertis si affida ancora una volta ad un cast tecnico affiatato: per la fotografia a Carlo Bellero, che firma, in tutto, otto sue pellicole, con Dino Reni (Bernardo Procacci) operatore alla macchina. La colonna sonora, come spesso avviene, è realizzata dal compositore aretino Annibale Bizzelli, che curerà la musica di sette film del regista. Per la terza volta il montaggio è curato da Eraldo Da Roma, che era stato tenore ed “È considerato il più grande montatore di tutti i tempi.” Ha curato in particolare il montaggio di alcuni film di Francesco De Robertis: nel 1941 ha montato il film “La nave bianca” e nel 1954 "Uomini ombra". I costumi sono di Marilù Carteny.

## Critica
“Segue i moduli del cinema spettacolare americano, ma utilizza volti anonimi e attori non professionisti per conferire maggiore verosimiglianza e un tono documentario alle vicende narrate.”

## Riconoscimenti
La pellicola è stata proiettata tra le quattro opere che hanno aperto la rassegna di film bellici, curata da Maurizio Cabona, per le celebrazioni per la Festa delle Forze Armate il 5 novembre 2008 al cinema Trevi di Roma. La manifestazione è stata realizzata in collaborazione con il Ministero della difesa e il Centro sperimentale di cinematografia (Cineteca Nazionale).